# تندیس زرین بهترین چهره‌پردازی جشن سینمای ایران

## فهرست برندگان بهترین چهره‌‌پردازی
|                | چهره‌‌پرداز         | فیلم                            |
| -------------- | ----------------- | ------------------------------- |
| ۱۳۷۶ (دوره ۱)  | بیژن محتشم        | معجزه خنده                      |
| ۱۳۷۶ (دوره ۱)  | سید محسن موسوی    | بچه‌های آسمان                    |
| ۱۳۷۶ (دوره ۱)  | عبدالله اسکندری   | توفان شن                        |
| ۱۳۷۶ (دوره ۱)  | رضا رادمنش        | توفان شن                        |
| ۱۳۷۶ (دوره ۱)  | جلال‌الدین معیریان | طوفان                           |
| ۱۳۷۶ (دوره ۱)  | عبدالله اسکندری   | ماه و خورشید                    |
| ۱۳۷۷ (دوره ۲)  | عبدالله اسکندری   | بانو                            |
| ۱۳۷۷ (دوره ۲)  | بیژن محتشم        | سارای                           |
| ۱۳۷۷ (دوره ۲)  | عبدالله اسکندری   | آدم‌برفی                         |
| ۱۳۷۷ (دوره ۲)  | مهری شیرازی       | دیدار                           |
| ۱۳۷۷ (دوره ۲)  | اصغر همت          | دیدار                           |
| ۱۳۷۷ (دوره ۲)  | اتللو فاوا        | حاجی‌واشنگتن                     |
| ۱۳۷۸ (دوره ۳)  | مسعود ولدبیگی     | زشت و زیبا                      |
| ۱۳۷۸ (دوره ۳)  | مهری شیرازی       | دو زن                           |
| ۱۳۷۸ (دوره ۳)  | مهرداد میرکیانی   | روبان قرمز                      |
| ۱۳۷۸ (دوره ۳)  | عبدالله اسکندری   | هیوا                            |
| ۱۳۷۸ (دوره ۳)  | عبدالله اسکندری   | ساحره                           |
| ۱۳۷۹ (دوره ۴)  | مهری شیرزی        | زیر پوست شهر                    |
| ۱۳۷۹ (دوره ۴)  | مهرداد شکرابی     | بوی کافور، عطر یاس              |
| ۱۳۷۹ (دوره ۴)  | سید محسن موسوی    | متولد ماه مهر                   |
| ۱۳۷۹ (دوره ۴)  | رضا رادمنش        | مرد بارانی                      |
| ۱۳۷۹ (دوره ۴)  | سید محسن موسوی    | نسل سوخته                       |
| ۱۳۸۰ (دوره ۵)  | جلال‌الدین معیریان | مریم مقدس                       |
| ۱۳۸۰ (دوره ۵)  | عبدالله اسکندری   | دختری به نام تندر               |
| ۱۳۸۰ (دوره ۵)  | فرهنگ معیری       | سگ‌کشی                           |
| ۱۳۸۰ (دوره ۵)  | عبدالله اسکندری   | مسافر ری                        |
| ۱۳۸۰ (دوره ۵)  | سید محسن موسوی    | بچه‌های نفت                      |
| ۱۳۸۱ (دوره ۶)  | مهری شیرازی       | زندان زنان                      |
| ۱۳۸۱ (دوره ۶)  | مهرداد میرکیانی   | ارتفاع پست                      |
| ۱۳۸۱ (دوره ۶)  | مهین نویدی        | بمانی                           |
| ۱۳۸۱ (دوره ۶)  | عاطفه رضوی        | مزاحم                           |
| ۱۳۸۱ (دوره ۶)  | مهرداد شکرابی     | مزاحم                           |
| ۱۳۸۱ (دوره ۶)  | رضا رادمنش        | نان، عشق و موتور ۱۰۰۰           |
| ۱۳۸۲ (دوره ۷)  | محسن ملکی         | رای باز                         |
| ۱۳۸۲ (دوره ۷)  | عبدالله اسکندری   | اینجا چراغی روشن است            |
| ۱۳۸۲ (دوره ۷)  | علی سام‌خواه       | اینجا چراغی روشن است            |
| ۱۳۸۲ (دوره ۷)  | مهرداد میرکیانی   | رقص در غبار                     |
| ۱۳۸۲ (دوره ۷)  | علی بهرامیان      | رقص در غبار                     |
| ۱۳۸۲ (دوره ۷)  | عبدالله اسکندری   | عروس خوش‌قدم                     |
| ۱۳۸۲ (دوره ۷)  | فرامرز بهرام‌پور   | قارچ سمی                        |
| ۱۳۸۲ (دوره ۷)  | جلال‌الدین معیریان | قارچ سمی                        |
| ۱۳۸۳ (دوره ۸)  | مهرداد میرکیانی   | روایت سه‌گانه (اپیزود ننه‌گیلانه) |
| ۱۳۸۳ (دوره ۸)  | فرهنگ معیری       | اشک سرما                        |
| ۱۳۸۳ (دوره ۸)  | عبدالله اسکندری   | تارا و تب توت‌فرنگی              |
| ۱۳۸۳ (دوره ۸)  | مهری شیرازی       | شمعی در باد                     |
| ۱۳۸۳ (دوره ۸)  | نوید فرح‌مرزی      | شمعی در باد                     |
| ۱۳۸۳ (دوره ۸)  | محسن ملکی         | عاشق مترسک                      |
| ۱۳۸۴ (دوره ۹)  | محمدرضا قومی      | خیلی دور، خیلی نزدیک            |
| ۱۳۸۴ (دوره ۹)  | سودابه خسروی      | رستگاری در هشت و بیست دقیقه     |
| ۱۳۸۴ (دوره ۹)  | محسن ملکی         | گرداب                           |
| ۱۳۸۴ (دوره ۹)  | محسن بابایی       | مرثیه برف                       |
| ۱۳۸۴ (دوره ۹)  | مصطفی کامیاب      | مرزی برای زندگی                 |
| ۱۳۸۵ (دوره ۱۰) | مهرداد میرکیانی   | یک بوس کوچولو                   |
| ۱۳۸۵ (دوره ۱۰) | عبدالله اسکندری   | شهرآشوب                         |
| ۱۳۸۵ (دوره ۱۰) | محمدرضا قومی      | وقتی همه خواب بودند             |
| ۱۳۸۵ (دوره ۱۰) | مهری شیرازی       | کافه ستاره                      |
| ۱۳۸۵ (دوره ۱۰) | محمدرضا قومی      | مکس                             |
| ۱۳۸۶ (دوره ۱۱) | مهرداد میرکیانی   | قاعده بازی                      |
| ۱۳۸۶ (دوره ۱۱) | علی سام‌خواه       | روز سوم                         |
| ۱۳۸۶ (دوره ۱۱) | مهرداد میرکیانی   | ستاره است                       |
| ۱۳۸۶ (دوره ۱۱) | سعید ملکان        | پابرهنه در بهشت                 |
| ۱۳۸۶ (دوره ۱۱) | مهرداد میرکیانی   | خون بازی                        |
| ۱۳۸۷ (دوره ۱۲) | مهین نویدی        | صد سال به این سال‌ها             |
| ۱۳۸۷ (دوره ۱۲) | مهرداد میرکیانی   | خاک‌آشنا                         |
| ۱۳۸۷ (دوره ۱۲) | مهرداد میرکیانی   | در میان ابرها                   |
| ۱۳۸۷ (دوره ۱۲) | محسن بابایی       | فرزند خاک                       |
| ۱۳۸۷ (دوره ۱۲) | مهین نویدی        | دعوت                            |
| ۱۳۸۸ (دوره ۱۳) | جایزه‌ای اهدا نشد. | جایزه‌ای اهدا نشد.               |
| ۱۳۸۹ (دوره ۱۴) | سودابه خسروی      | شبانه‌روز                        |
| ۱۳۸۹ (دوره ۱۴) | عبدالله اسکندری   | به رنگ ارغوان                   |
| ۱۳۸۹ (دوره ۱۴) | نوید فرح‌مرزی      | بیست                            |
| ۱۳۸۹ (دوره ۱۴) | مهین نویدی        | شکلات داغ                       |
| ۱۳۸۹ (دوره ۱۴) | سعید ملکان        | وقتی همه خوابیم                 |
| ۱۳۹۰ (دوره ۱۵) | عبدالله اسکندری   | یه حبه قند                      |
| ۱۳۹۰ (دوره ۱۵) | کامران خلج        | سی و سه روز                     |
| ۱۳۹۰ (دوره ۱۵) | سعید ملکان        | راه آبی ابریشم                  |
| ۱۳۹۰ (دوره ۱۵) | محسن دارسنج       | مرگ کسب و کار من است            |
| ۱۳۹۰ (دوره ۱۵) | محمدرضا قومی      | جرم                             |
| ۱۳۹۳ (دوره ۱۶) | عباس صالحی        | روزهای زندگی                    |
| ۱۳۹۳ (دوره ۱۶) | عبدالله اسکندری   | یک عاشقانه ساده                 |
| ۱۳۹۳ (دوره ۱۶) | ایمان امیدواری    | خوابم می‌آد                      |
| ۱۳۹۳ (دوره ۱۶) | سودابه خسروی      | طبقه حساس                       |
| ۱۳۹۳ (دوره ۱۶) | محمدرضا قومی      | دربند                           |
| ۱۳۹۴ (دوره ۱۷) | سعید ملکان        | نهنگ عنبر                       |
| ۱۳۹۴ (دوره ۱۷) | سعید ملکان        | استراحت مطلق                    |
| ۱۳۹۴ (دوره ۱۷) | مهرداد میرکیانی   | قصه‌ها                           |
| ۱۳۹۵ (دوره ۱۸) | شهرام خلج         | ایستاده درغبار                  |
| ۱۳۹۵ (دوره ۱۸) | ایمان امیدواری    | کوچه بی‌نام                      |
| ۱۳۹۵ (دوره ۱۸) | محسن دارسنج       | بارکد                           |
| ۱۳۹۵ (دوره ۱۸) | سعید ملکان        | ابد و یک روز                    |
| ۱۳۹۵ (دوره ۱۸) | مهین نویدی        | ۳۶۰ درجه                        |
| ۱۳۹۶ (دوره ۱۹) | عبدالله اسکندری   | لانتوری                         |
| ۱۳۹۶ (دوره ۱۹) | مهرداد میرکیانی   | لانتوری                         |
| ۱۳۹۶ (دوره ۱۹) | فاطمه کمالی       | سیانور                          |
| ۱۳۹۶ (دوره ۱۹) | زهرا کمالی        | سیانور                          |
| ۱۳۹۶ (دوره ۱۹) | محسن دارسنج       | ماجرای نیمروز                   |
| ۱۳۹۶ (دوره ۱۹) | مهرداد میرکیانی   | نفس                             |
| ۱۳۹۶ (دوره ۱۹) | داریوش صالحیان    | یتیم خانه ایران                 |
| ۱۳۹۷ (دوره ۲۰) | مهرداد میرکیانی   | خوک                             |
| ۱۳۹۷ (دوره ۲۰) | محسن ملکی         | آپاندیس                         |
| ۱۳۹۷ (دوره ۲۰) | عبدالله اسکندری   | بدون تاریخ، بدون امضاء          |
| ۱۳۹۷ (دوره ۲۰) | عباس عباسی        | چهارراه استانبول                |
| ۱۳۹۷ (دوره ۲۰) | نوید فرح‌مرزی      | مصادره                          |